# Sanwell Chirume
Sanwell Chirume  es un escultor de Zimbabue, nacido en el año 1940 y residente toda su vida en la comunidad de artistas escultores Tengenenge.

## Datos biográficos
Su trabajo, aunque en cierto grado deriva de los cánones de la cultura del pueblo shona, es muy personal en su naturaleza. Chirume vive y trabaja en la comunidad de artistas escultores Tengenenge, junto a Edward Chiwawa (1935) y Sylvester Mubayi (1942).
Pertenece a la llamada primera generación de escultores modernos de Zimbabue.